# Rudolf Eichhorn (rakouský politik)
Rudolf Eichhorn (29. listopadu 1853 Klein Poppen – 7. února 1925 Vídeň) byl rakouský římskokatolický duchovní a politik německé národnosti, v 2. polovině 19. století poslanec Říšské rady z Dolních Rakous.

## Biografie
Profesí byl správcem fary ve Floridsdorfu. V roce 1873 nastoupil do kláštera v Klosterneuburgu. V roce 1879 byl vysvěcen na kněze. Působil jako kooperátor v Heiligenstadtu. Od roku 1881 vyučoval náboženství a byl kooperátorem ve Floridsdorfu. V letech 1881–1889 byl duchovním v tamním kostele svatého Jakuba. Profiloval se jako sociální reformista. Dostával se konfliktů s vyššími církevními kruhy, s policií a liberálním tiskem. V letech 1883–1888 vydával Korrespondenzblatt für den Klerus in Österreich. Napsal též několik politických spisů. Podílel se na vzniku budoucí Křesťansko-sociální strany. V letech 1890–1895 byl farářem v Höfleinu, pak až do roku 1921 v Nußdorfu. Od roku 1921 zastával funkci inspektora kláštera v Jedlesee. Roku 1896 založil spolek pro sociální zabezpečení duchovních. Téhož roku se podílel na organizování prvního dolnorakouského rolnického sjezdu.
Působil i jako poslanec Říšské rady (celostátního parlamentu Předlitavska), kam usedl v doplňovacích volbách roku 1888 za kurii venkovských obcí v Dolních Rakousích, obvod Zwettl, Waidhofen a. d. Thaya atd. Nastoupil 24. října 1888 místo Georga von Schönerera. Ve volebním období 1885–1891 se uvádí jako Rudolf Eichhorn, farář, bytem Höflein.
Na Říšské radě se zapojil do antisemitského poslaneckého klubu okolo Georga von Schönerera. V roce 1890 se uvádí jako poslanec bez klubové příslušnosti, ovšem s poznámkou, že náleží do skupiny antisemitů.
Zemřel v únoru 1925.